# Star Sports (Índia)
Star Sports (anteriormente ESPN Star Sports) é um grupo de canais esportivos de televisão por assinatura multinacional indianos pertencente à Disney Star (anteriormente Star India), uma subsidiária da The Walt Disney Company India. Anteriormente parte da ESPN Star Sports com suas operações sediadas em Cingapura, a Star India assumiu os negócios indianos e relançou os canais sob a marca unificada Star Sports em 2013. A Star Sports é a emissora oficial do críquete indiano.

## História
A Star TV, com sede em Hong Kong, lançou a Prime Sports (mais tarde renomeada como Star Sports) em parceria com a empresa americana TCI, proprietária dos canais esportivos regionais da marca Prime. O canal foi transmitido em toda a Ásia, incluindo a Índia, assim como no AsiaSat 7. Desde então, a Star TV regionalizou o canal com várias versões. Mais tarde, a ESPN ingressou na região como concorrente da Star Sports.

ESPN e Star Sports estavam competindo entre si em toda a Ásia. Mas em outubro de 1996, ambos os canais concordaram em combinar suas operações na região. Como resultado, um empreendimento conjunto chamado ESPN Star Sports foi formado, com sede em Cingapura. Os negócios da joint venture na Índia foram administrados por sua subsidiária, ESPN Software India Private Limited.

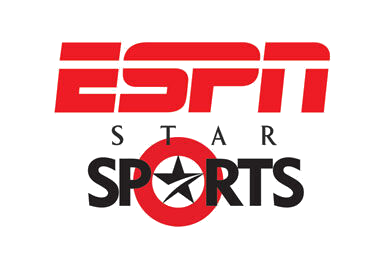
Logotipo da ESPN Star Sports

Em junho de 2012, foi anunciado que a News Corporation compraria a participação da ESPN International na ESPN Star Sports. Em 2013, a Star India adquiriu a ESPN Software India da ESPN Star Sports, mas manteve a marca ESPN por um tempo. A ESPN International posteriormente estabeleceu uma parceria com o que hoje é a Sony Pictures Networks India em outubro de 2015 e relançou a Sony Kix como Sony ESPN em janeiro de 2016. A Sony ESPN foi encerrada em março de 2020.
Em 11 de março de 2013, Star Sports 2, um canal de esportes em hindi, foi lançado como um canal irmão da Star Sports, Star Cricket e ESPN.
Em 6 de novembro de 2013, a Star India relançou seus canais esportivos sob a marca Star Sports: Star Sports tornou-se Star Sports 1; Star Cricket tornou-se Star Sports 3, um canal em hindi; ESPN tornou-se Star Sports 4, um canal em língua tâmil; Star Cricket HD e ESPN HD tornaram-se Star Sports HD1 e HD2, respectivamente. Star Sports 3 e 4 foram posteriormente renomeados como Star Sports 1 Hindi e 1 Tamil, respectivamente. Isso contrastava com Hong Kong, Taiwan e Sudeste Asiático, onde a Fox International Channels Asia Pacific relançou a ESPN como Fox Sports em 28 de janeiro de 2013, e renomeou Star Sports como Fox Sports 2 em 15 de agosto de 2014.
A Star India planejava substituir o problemático Channel V India pelo Star Sports 1 Kannada em 16 de novembro de 2017, mas o atraso na aprovação regulatória atrasou o plano. Mais tarde, a Star India substituiu o Channel V pelo Star Sports 3 em 15 de setembro de 2018, e lançou Star Sports 1 Telugu e Star Sports 1 Kannada como novos canais em 7 e 29 de dezembro de 2018, respectivamente. Até então, os comentários em canarês da cobertura da Star Sports da Indian Premier League foram transmitidos no Star Suvarna.

## Canais

### No ar
| Canal                   | Língua                         | SD/HD |
| ----------------------- | ------------------------------ | ----- |
| Star Sports 1           | Inglês                         | SD+HD |
| Star Sports 2           | Inglês                         | SD+HD |
| Star Sports 3           | Malaio, Hindi, Inglês, Bengali | SD    |
| Star Sports Select 1    | Inglês                         | SD+HD |
| Star Sports Select 2    | Inglês                         | SD+HD |
| Star Sports First       | Inglês, Hindi                  | SD    |
| Star Sports 1 Hindi     | Hindi                          | SD+HD |
| Star Sports 1 Tamil     | Tâmil                          | SD    |
| Star Sports 1 Telugu    | Telugo                         | SD    |
| Star Sports 1 Kannada   | Canarês                        | SD    |
| Star Sports 1 Bangla    | Bengali                        | SD    |
| Star Sports 1 Marathi   | Marata                         | SD    |
| Star Sports 1 Malayalam | Malaio                         | SD    |

### Extintos
- Star Sports 4